# 韋齊亞
韋齊亞是瑞士的城鎮，位於該國南部，由提契諾州負責管轄，面積1.39平方公里，海拔高度370米，2011年人口1,917，八成人口信奉羅馬天主教，人口密度每平方公里1379人。

## 外部連結
- Official website （页面存档备份，存于） （意大利文）